# 大西洋連合軍
大西洋連合軍（英語：Allied Command Atlantic、略称：ACLANT）は、かつて北大西洋条約機構の軍事部門で北大西洋戦域を担当していた統連合軍のこと。アメリカ合衆国バージニア州ノーフォークに司令部施設が所在していた。1952年に設立され北大西洋戦域のNATO構成国軍を統括し、欧州戦域の欧州連合軍最高司令部（SHAPE）と対をなす二大機構であった。

## 歴史
冷戦が深化しつつある1952年1月30日に大西洋戦域全体を指揮する指揮機関として編成される。大西洋連合軍最高司令官（SACLANT）の指揮下にあって、全軍は通常「SACLANT」と呼称された。
編成後、直ちに欧州連合軍と連携してメインブレース演習（en:Operation Mainbrace）の実施の他、冷戦の全期間を通じて多くの演習を実施した。例として1953年のマリナー作戦や1957年のストライクバック作戦（en:Operation Strikeback）、1970年代から1980年代にかけてはノーザン・ウェディング（en:Northern Wedding）およびオーシャン・サファリ作戦などの海洋演習が継続実施され、1970年代から始まったリフォージャー演習でも重要な役割を演じた。
ヨーロッパでの冷戦の終結により、NATO内での役割を失った大西洋連合軍は、多くの隷下コマンドと共にその地位と規模を縮小することになる。しかし、基本的構造は2002年のNATOプラハ・サミット（en:2002 Prague summit）まで維持された。
2003年6月19日、大西洋連合軍は解体され後継として変革連合軍が新編された。新組織は変革連合軍最高司令官（SACT）によって指揮され、2009年まではアメリカ合衆国のアメリカ統合戦力軍司令官を務める陸海空海兵大将がこの職を兼務していた。従来の大西洋連合軍最高司令官の任務は作戦連合軍に引き継がれた。

## 任務
大西洋連合軍には以下の任務が付与されていた。
- NATOが使用する海上交通路（SLOC）の保護。
- 水陸両用作戦や陸上作戦の支援。
- NATOが配備する海洋核抑止力の防護。

大西洋連合軍責任領域（AOR）は南北には北極から北回帰線まで広がる一帯で、東西には北アメリカの東海岸からアフリカとヨーロッパの西海岸まで広がる一帯がその領域であり、ポルトガルは含まれるもののブリテン諸島とイギリス海峡およびカナリア諸島は除外されている。

## 組織構成

### 司令部
大西洋連合軍最高司令官（ACLANT）
NATO軍事機構の主要二大ポストの一つで、大西洋連合軍最高司令官はACLANT戦域における全加盟国軍事任務に対して責任を負う。また大西洋連合最高司令官はアメリカ合衆国軍地域別統合軍のアメリカ大西洋軍司令官（CINCLANT）を兼務していた為、アメリカ合衆国軍の将官が充てられていた。
大西洋連合軍副最高司令官（DSACLANT）
副最高司令官にはイギリス海軍大将が充てられ、元々は北アメリカ・西インド諸島根拠地（en:North America and West Indies Station）の司令官であった。
参謀長（COFS）
大西洋連合軍司令部の幕僚を指導する。

### 海域管区
東大西洋管区（EASTLANT）
東大西洋管区司令官（CINCEASTLANT）は大西洋連合最高司令官に代わって東部大西洋区域における常設海軍部隊の管理と運用に対して責任を負う。東大西洋管区司令官にはノースウッド司令部に所在するイギリス海軍大将が充てられ、本国艦隊司令長官、後に西方艦隊司令長官、さらにその後には艦隊司令長官（de:Commander-in-Chief Fleet）を勤め上げた後の就任であった。この任務のために以下のような組織が下位編成に置かれていた。
- 東部大西洋海洋航空
- 北部副域
- 北部副域海洋航空
- 中央副域
- 中央副域海洋航空
- 東部大西洋潜水艦部隊
- アイスランド島司令官
- フェロー諸島司令官（en:Island Command Faroes）

西大西洋管区（WESTLANT）
西大西洋管区司令官（CINCWESTLANT）は以下の事項に対して責任を負っていた。
- 北アメリカからヨーロッパへ向かう増援部隊と再補給について輸送上の安全確保、NATO責任領域外でのNATO軍事行動に対する支援。
- 平時における統合多国籍訓練と平和のためのパートナーシップ（PfP）の支援、運用上の統制を維持し支援を与えるのみならず司令部はNATO部隊に対し支援する任務付与されていた。

西大西洋管区司令官はアメリカ合衆国海軍大将が充てられ、バージニア州ノーフォークに拠点を構えていた。また、西大西洋管区司令官は大西洋艦隊司令長官（CINCLANTFLT）を兼務していた。1994年まで西大西洋管区は以下の副域を下位編成に置いていた。
- 西部大西洋潜水艦部隊
- 遠洋副域
- 大西洋カナダ副域
- バミューダ島司令官
- アゾレス諸島司令官

1994年から2003年までは以下の編成であった。
- 西部大西洋潜水艦部隊
- 遠洋副域
- 大西洋カナダ副域
- グリーンランド司令官（en:Island Command Greenland）

南大西洋管区（SOUTHLANT）
南大西洋管区司令官は欧州連合軍と大西洋連合軍の南東境界線間での軍事行動と海洋作戦に対して責任を負っていた。南大西洋管区司令官はポルトガルのリスボンに拠点を設けてポルトガル海軍中将がこの職にあり、以前はイベリア大西洋方面司令官（CINCIBERLANT）として知られていた。現在はリスボン統連合司令部となっている。

### 水上部隊
大西洋打撃艦隊（STRIKFLTLANT）
大西洋打撃艦隊司令官は大西洋連合軍最高司令官隷下の主要海洋作戦司令官であった。大西洋打撃艦隊の主要任務は大西洋戦域内にあって海上優勢を確保して海上交通路を確保し、NATO加盟国の沿岸線を保全して敵軍侵攻を阻止する事にあった。打撃艦隊の主力部隊は第1空母打撃群と第2空母打撃群から成っていた。
大西洋打撃艦隊司令官は第2艦隊司令長官を兼務しアメリカ海軍中将が充てられ、ノーフォークに拠点を置いていた。2005年6月24日に強襲揚陸艦「LHD-7 イオー・ジマ」艦上にて大西洋打撃艦隊司令官の改組式が挙行され、第2艦隊司令部にある海上共同統合作戦卓越センターに引き継がれた。
大西洋連合潜水艦部隊（SUBACLANT）
大西洋連合軍潜水艦部隊司令官は水中作戦や潜水艦運用についての主要専門家として確立され、その拠点をバージニア州ノーフォークに置き、アメリカ大西洋艦隊大西洋艦隊潜水艦部隊司令官（en:ComSubLant）の職にあったアメリカ海軍中将が兼務していた。
大西洋常設海軍部隊（STANAVFORLANT）
大西洋常設海軍部隊はNATO加盟国海軍から供出された巡洋艦や駆逐艦およびフリゲートから成る常設多国籍艦隊であった。1967年の編成以来、常設艦隊は常時運用され、戦術や有効性などの確認の他、NATOの各種海洋軍事行動に対応できるように訓練し有事に備え準備されていた。
大西洋常設海軍部隊は2005年1月1日に常設即応部隊第1海洋グループに改称された。

## 大西洋連合軍最高司令官
| 代 | 氏名・階級                                                      | 所属軍               | 在任期間                        |
| -- | --------------------------------------------------------------- | -------------------- | ------------------------------- |
| 1  | リンド・マコーミック海軍大将 en:Lynde D. McCormick              | アメリカ合衆国海軍   | 1952年1月30日 - 1954年4月12日   |
| 2  | ジェロールド・ライト海軍大将 en:Jerauld Wright                  | アメリカ合衆国海軍   | 1954年4月12日 - 1960年2月29日   |
| 3  | ロバート・デニソン海軍大将 en:Robert Dennison (US Navy officer) | アメリカ合衆国海軍   | 1960年2月29日 - 1963年4月30日   |
| 4  | ハロルド・ペイジ・スミス海軍大将 Harold Page Smith              | アメリカ合衆国海軍   | 1963年4月30日 - 1965年4月30日   |
| 5  | トーマス・モーラー海軍大将 Thomas Moorer                        | アメリカ合衆国海軍   | 1965年4月30日 - 1967年6月17日   |
| 6  | エフライム・ホームズ海軍大将 en:Ephraim P. Holmes               | アメリカ合衆国海軍   | 1967年6月17日 - 1970年9月30日   |
| 7  | チャールズ・ダンカン海軍大将 en:Charles K. Duncan               | アメリカ合衆国海軍   | 1970年9月30日 - 1972年10月31日  |
| 8  | ラルフ・カズンズ海軍大将 en:Ralph W. Cousins                    | アメリカ合衆国海軍   | 1972年10月31日 - 1975年5月30日  |
| 9  | アイザック・C・キッド・ジュニア海軍大将 en:Isaac C. Kidd, Jr.   | アメリカ合衆国海軍   | 1975年5月30日 - 1978年9月30日   |
| 10 | ハリー・トレイン2世海軍大将 en:Harry D. Train II                | アメリカ合衆国海軍   | 1978年9月30日 - 1982年9月30日   |
| 11 | ウェズリー・マクドナルド海軍大将 en:Wesley L. McDonald          | アメリカ合衆国海軍   | 1982年9月30日 - 1985年11月27日  |
| 12 | リー・バゲット・ジュニア海軍大将 Lee Baggett Jr.                | アメリカ合衆国海軍   | 1985年11月27日 - 1988年11月22日 |
| 13 | フランク・ケルソー2世海軍大将 Frank Kelso II                    | アメリカ合衆国海軍   | 1988年11月22日 - 18は1990年5月  |
| 14 | レオン・エドネイ海軍大将 en:Leon A. Edney                       | アメリカ合衆国海軍   | 1990年5月18日 - 1992年7月13日   |
| 15 | ポール・デビッド・ミラー海軍大将 en:Paul David Miller           | アメリカ合衆国海軍   | 1992年7月13日 - 1994年10月31日  |
| 16 | ジョン・J・シーン海兵大将 en:John J. Sheehan                    | アメリカ合衆国海兵隊 | 1994年10月31日 - 1997年9月24日  |
| 17 | ハロルド・ゲーマン・ジュニア海軍大将 en:Harold W. Gehman, Jr.   | アメリカ合衆国海軍   | 1997年9月24日 - 2000年9月5日    |
| 18 | ウィリアム・カーナン陸軍大将 en:William F. Kernan               | アメリカ合衆国陸軍   | 2000年9月5日 - 2002年10月2日    |
| 19 | イアン・フォーブス海軍大将 en:Ian Forbes                        | イギリス海軍         | 2002年10月2日 - 2003年6月19日   |